# Les Éclats (Ma gueule, ma révolte, mon nom)
Série
Qu'ils reposent en révolte (Des figures de guerres I)
(2011)
Pour plus de détails, voir Fiche technique et Distribution.
Les Éclats (Ma gueule, ma révolte, mon nom) est un documentaire expérimental français réalisé par Sylvain George en 2011. Il a été distribué dans les salles de cinéma en 2012 en France et en Italie.
Il s'agit du deuxième film consacré par le cinéaste à la situation des migrants à Calais, après le premier long-métrage Qu'ils reposent en révolte (Des figures de guerres I). Il a été réalisé à partir d’images et de séquences inédites, tournées entre 2006 et 2010, lors de la même période que le précédent film.
Il a remporté le prix du meilleur film documentaire en compétition internationale au Festival du film de Turin 2011.

## Synopsis
Éclats de voix, éclats de rire, éclats de rage ; bribes de mots, d’images et de mémoire ; paroles du proche et du lointain, d’hier et d’aujourd’hui, d’Afrique, Moyen-Orient, Europe ; maladies disparues, mains de métal, souffle du vent, geste du soleil au couchant, reflets rouge-sang ; rafles policières, cortèges guerriers, cour d’injustice… Pour une cartographie de la violence infligée aux personnes migrantes, de la répétition de la geste coloniale, et du caractère inacceptable du « monde comme il va ».

## Fiche technique
- Titre : Les Éclats (Ma gueule, ma révolte, mon nom)
- Scénario et réalisation : Sylvain George
- Photographie : Sylvain George
- Montage : Sylvain George
- Son : Sylvain George
- Musique : Diabolo
- Interprétation/voix : Valérie Dréville
- Distribution : Noir Production
- Production : Noir Production
- Pays d'origine :   France
- Langue : français, anglais, irakien, tigrigna…
- Durée : 84 minutes
- Format : noir et blanc, Vidéo
- Genre : documentaire
- Dates de sortie : 2012

## Sélection de festivals
- DocLisboa 2011, Viennale 2011, Festival du film de Turin 2011 (Prix du meilleur film documentaire), Filmmaker Film festival 2011, BAFICI 2012, Punto de Vista International Seminar 2012, La Casa Encendidas 2012, International Film festival Rotterdam 2012 (Bright Futur), Villa Arson 2012, La Friche Belle de Mai 2012, Sanfic 08: 2012, États généraux du film documentaire, Lussas 2012, Festival de Douarnenez 2012, Festivals 4+1 International1001 Documentary Film Festival 2012, Edoc 2012, Alphabetville 2012, Bozar Cinema 2013 – Live performance with Sylvain George, Okkyung Lee, John Butcher and John Edwards, Lima Independente International Film Festival 2013, MedFilm Festival 2013, Milano Film Festival 2013, Festival du Film Français Équateur 2013, Cinema de Seta Palerme 2013, Registi Fuori Dagli Schermi II 2013, Salerno Doc Festival 2013, UCLA Film and Television Archive 2013,Teatro Cinvico Matteotti 2014, Lake Como Film Festival 2014,Fondation Gulbenkian 2014, Cinemigrante 2015, Fronteira 2015...

## Distinctions
- 2011 : Prix du meilleur film documentaire en compétition internationale au Festival du film de Turin